# Kirche Achelriede

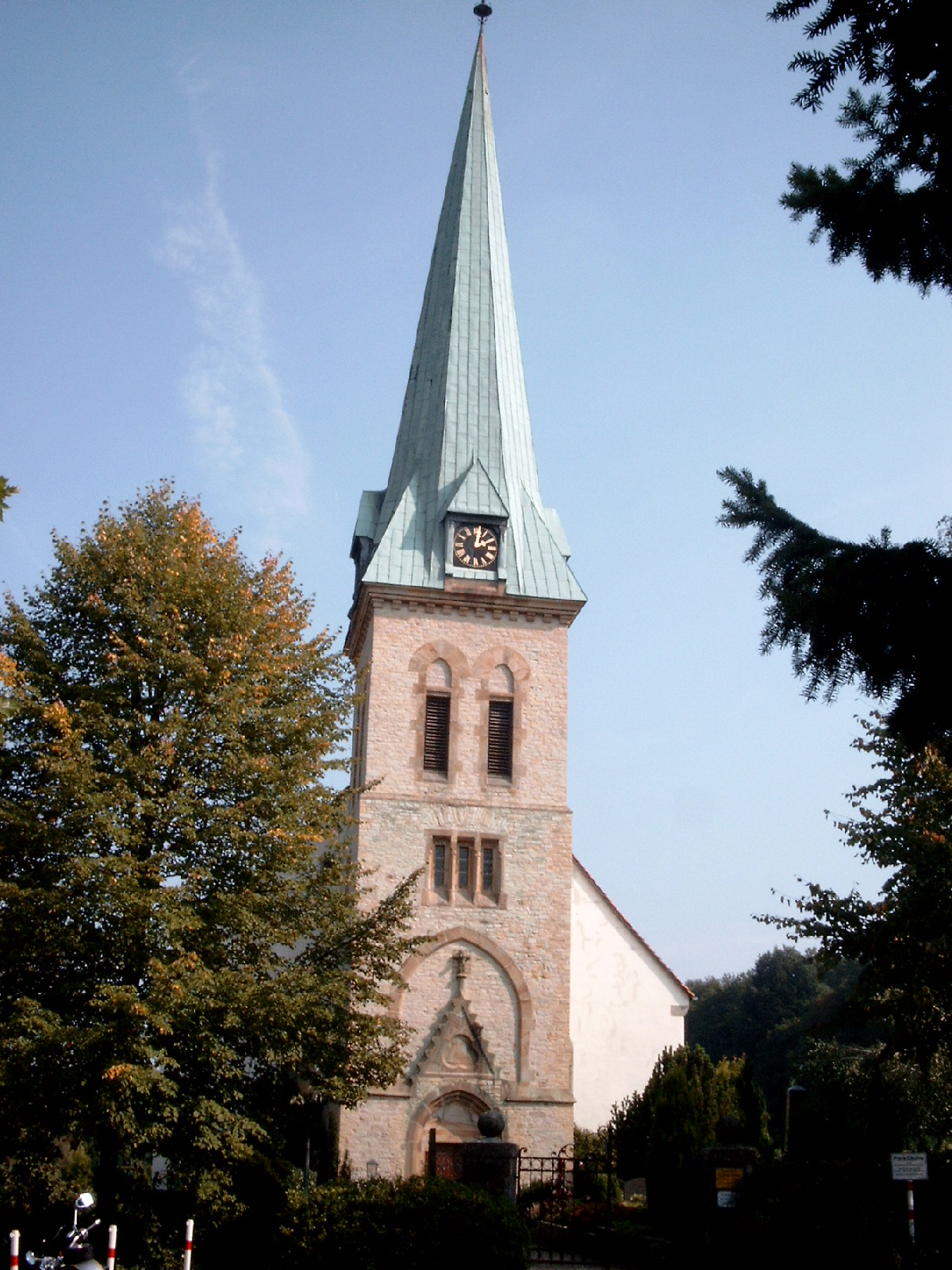
Kirche Achelriede

Die evangelisch-lutherische Kirche Achelriede steht in einer Ortslage der Gemeinde Bissendorf im Landkreis Osnabrück von Niedersachsen. Sie steht unter Denkmalschutz. Die Kirchengemeinde gehört zum Kirchenkreis Melle-Georgsmarienhütte im Sprengel Osnabrück der Evangelisch-lutherischen Landeskirche Hannovers.

## Beschreibung
1651 erhielt die Gemeinde die Erlaubnis, auf eigene Kosten eine neue Kirche zu errichten. Sie entstand 1652/53 als Holzkirche. Unter dem Förderer Fürstbischof Ernst August II. wurde ab 1720 mit dem Bau einer barocken Saalkirche mit fünf Achsen und hohen Bogenfenstern begonnen, die am 16. Dezember 1725 eingeweiht wurde. Die Kirche blieb, bedingt durch den Tod von Ernst August, unvollendet und erhielt erst 1886/87 einen neugotischen quadratischen Kirchturm aus Bruchsteinen im Westen, der mit einem achtseitigen, spitzen Helm bedeckt ist, der an vier Seiten Dachgauben für die Zifferblätter der Turmuhr enthält. Im obersten Geschoss des Turms befinden sich Klangarkaden, hinter denen sich der Glockenstuhl befindet, in dem drei Kirchenglocken hängen. Die älteste wurde 1886 von der Glockengießerei Otto hergestellt, die beiden jüngeren von der Glockengießerei Bachert. Das Kirchenschiff ist mit einem Satteldach bedeckt, das im Osten über dem Chor einen Krüppelwalm hat. 
1897 wurde im Innenraum ein Tonnengewölbe aus Rabitz eingezogen. Die Emporen stehen auf hölzernen Stützen, die bis zur Decke reichen. Zur Kirchenausstattung gehört ein barocker Kanzelaltar auf der Mensa, die auf steinernem Stipes steht.
Eine erste Orgel wurde bereits 1734 gebaut. Sie wurde 1898/99 durch ein Werk mit 17 Registern, zwei Manualen und einem Pedal durch die Gebrüder Rohlfing ersetzt. Diese Orgel wurde wiederum 1978 durch einen Neubau von Fischer & Krämer Orgelbau ersetzt. 